# Litorinimorfs
Els litorinimorfs (Littorinimorpha) són un ordre de mol·luscs gastròpodes. És un grupo molt ampli en el que destaques algunes espècies d'interès mèdic car són hostes intermediaris de diverosos cucs paràsits, com ara Oncomelania hupensis i Oncomelania nosophora que són part del cicle de vida de Schistosoma (cuc trematode causant de l'esquistosomiasis) i de Paragonimus (cuc digeni causant de la paragonimosi).

## Superfamílies i famílies
- Calyptraeoidea
  - Calyptraeidae
  - Isospiridae
- Capuloidea
  - Capulidae
  - Trichotropidae
- Carinarioidea
  - Atlantidae
  - Carinariidae
  - Pterosomatidae
  - Pterotracheidae
- Cingulopsoidea
  - Cingulopsidae
  - Eatoniellidae
  - Rastodentidae
- Cypraeoidea
  - Cypraeidae
  - Inviidae
  - Ovulidae
- Ficoidea
  - Ficidae
  - Thalassocyonidae
- Laubierinoidea
  - Laubierinidae
  - Pisanianuridae
- Littorinoidea
  - Aciculidae
  - Littorinidae
  - Pickworthiidae
  - Pomatiasidae
  - Purpurinidae
  - Skeneopsidae
  - Zerotulidae
- Naticoidea
  - Ampullinidae
  - Naticidae
- Rissooidea
  - Adeorbidae
  - Anabathridae
  - Assimineidae
  - Barleeidae
  - Bithyniidae
  - Caecidae
  - Calopiidae
  - Elachisinidae
  - Emblandidae
  - Epigridae
  - Falsicingulidae
  - Hydrobiidae
  - Hydrococcidae
  - Iravadiidae
  - Istrianidae
  - Pomatiopsidae
  - Rissoidae
  - Sadlerianidae
  - Stenothyridae
  - Tornidae
  - Truncatellidae
  - Vitrinellidae
- Stromboidea
  - Aporrhaidae
  - Colombellinidae
  - Pugnellidae
  - Seraphidae
  - Strombidae
  - Struthiolariidae
  - Thersiteidae
  - Zitteliidae
- Tonnoidea
  - Bursidae
  - Cassidae
  - Perissityidae
  - Personidae
  - Ranellidae
  - Tonnidae
- Vanikoroidea
  - Haloceratidae
  - Hipponicidae
  - Vanikoridae
- Velutinoidea
  - Pediculariidae
  - Pseudosacculidae
  - Triviidae
  - Velutinidae
- Vermetoidea
  - Velutinidae
  - Vermetidae
- Xenophoroidea
  - Guttulidae
  - Lamelliphoridae
  - Xenophoridae